# لین (ویرجینیای غربی)
لین (به انگلیسی: Linn) یک منطقهٔ مسکونی در ایالات متحده آمریکا است که در شهرستان گیلمر، ویرجینیای غربی واقع شده‌است. لین ۲۴۵٫۰۶ متر بالاتر از سطح دریا واقع شده‌است.